# Правильный четырёхмерный многогранник
Правильные четырёхмерные многогранники являются четырёхмерными аналогами правильных многогранников в трёхмерном пространстве и правильных многоугольников на плоскости.
Правильные 4-мерные многогранники впервые были описаны швейцарским математиком Людвигом Шлефли в середине 19-го века, хотя полное множество было открыто много позже.
Существует шесть выпуклых и десять звёздчатых правильных 4-мерных многогранников, в общей сумме шестнадцать.

## История

Тессеракт — один из 6 выпуклых правильных 4-мерных многогранников

Выпуклые 4-мерные многогранники впервые были описаны швейцарским математиком Людвигом Шлефли в середине 19-го века. Шлефли обнаружил, что существует ровно шесть таких тел.
Шлефли нашёл также четыре правильных звёздчатых 4-мерных многогранника большой стодвадцатиячейник, большой звёздчатый стодвадцатиячейник, великий шестистотячейник и большой великий звёздчатый стодвадцатиячейник. Он пропустил оставшиеся шесть, поскольку он не разрешал нарушения эйлеровой характеристики на ячейках или вершинных фигурах (F − E + V = 2). Это исключает ячейки и вершинные фигуры, такие как {5,5/2} и {5/2,5}.
Эдмунд Гесс (1843–1903) опубликовал полный список в своей книге на немецком Einleitung in die Lehre von der Kugelteilung mit besonderer Berücksichtigung ihrer Anwendung auf die Theorie der Gleichflächigen und der gleicheckigen Polyeder (Введение в учение о делении поверхности шара с особым учётом его применения в теории равногранных и равноугольных многогранников) в 1883.

## Построение
Существование правильного 4-мерного многогранника {\displaystyle \{p,q,r\}} ограничено существованием правильных (3-мерных) многогранников  {\displaystyle \{p,q\},\{q,r\}}, которые образуют его ячейки и ограничивают двугранный угол
{\displaystyle \sin \left({\frac {\pi }{p}}\right)\sin \left({\frac {\pi }{r}}\right)>\cos \left({\frac {\pi }{q}}\right),}
чтобы ячейки представляли собой замкнутые 3-мерные поверхности.
Шесть выпуклых и десять звёздчатых многогранников, описываемых здесь, авляются единственными решениями, удовлетворяющими ограничениям.
Существует четыре невыпуклых символа Шлефли {p,q,r}, имеющие допустимые ячейки  {p,q} и вершинные фигуры {q,r}, которые проходят тест на диэдральный угол, но которые не дают конечные фигуры — {3,5/2,3}, {4,3,5/2}, {5/2,3,4}, {5/2,3,5/2}.

## Правильные выпуклые 4-мерные многогранники
Правильные выпуклые 4-мерные многогранники являются четырёхмерными аналогами платоновых тел в трёхмерном пространстве и выпуклых правильных многоугольников в двумерном.
Пять из них можно понимать как близкие аналоги платоновых тел. Существует одна дополнительная фигура, двадцатичетырёхъячейник, которая не имеет близкого трёхмерного эквивалента.
Каждый выпуклый правильный 4-мерный многогранник ограничен множеством  3-мерных ячеек, которые являются платоновыми телами одного типа и размера. Ячейки соприкасаются друг с другом по граням, образуя правильную структуру.

### Свойства
Следующие таблицы перечисляют некоторые свойства шести выпуклых правильных 4-мерных многогранников. Группы симметрии этих 4-мерных многогранников все являются группами Коксетера и даны в данной статье. Число, следующее за названием группы, равно  порядку группы.
| Имена                                                              | Рисунок | Семейство                                  | Шлефли Коксетер | Вершин | Рёбра | Грани    | Ячейки    | Верш. фигура | Двой- ственный       | Группа симметрии | Группа симметрии |
| ------------------------------------------------------------------ | ------- | ------------------------------------------ | --------------- | ------ | ----- | -------- | --------- | ------------ | -------------------- | ---------------- | ---------------- |
| пятиячейник пятигранник 4-симплекс                                 |         | n-симплекс (Семейство An)                  | {3,3,3} ·       | 5      | 10    | 10 {3}   | 5 {3,3}   | {3,3}        | (самодвой- ственный) | A4 [3,3,3]       | 120              |
| восьмиячейник тессеракт 4-куб                                      |         | n-куб (Семейство Bn)                       | {4,3,3} ·       | 16     | 32    | 24 {4}   | 8 {4,3}   | {3,3}        | 16-ячейник           | B4 [4,3,3]       | 384              |
| шестнадцатиячейник 4-ортоплекс                                     |         | n-ортоплекс (Семейство Bn)                 | {3,3,4} ·       | 8      | 24    | 32 {3}   | 16 {3,3}  | {3,4}        | 8-ячейник            | B4 [4,3,3]       | 384              |
| двадцатичетырёхъячейник октаплекс полиоктаэдр (pO)                 |         | Семейство Fn                               | {3,4,3} ·       | 24     | 96    | 96 {3}   | 24 {3,4}  | {4,3}        | (самодвой- ственный) | F4 [3,4,3]       | 1152             |
| стодвадцатиячейник додекаконтихорон додекаплекс полидодекаэдр (pD) |         | n-пятиугольный многогранник (Семейство Hn) | {5,3,3} ·       | 600    | 1200  | 720 {5}  | 120 {5,3} | {3,3}        | 600-ячейник          | H4 [5,3,3]       | 14400            |
| шестисотъячейник тетраплекс политетраэдр (pT)                      |         | n-пятиугольный многогранник (Семейство Hn) | {3,3,5} ·       | 120    | 720   | 1200 {3} | 600 {3,3} | {3,5}        | 120-ячейник          | H4 [5,3,3]       | 14400            |

Джон Конвей является сторонником имён симплекс, ортоплекс, тессеракт, октаплекс или полиоктаэдр (pO), додекаплекс или полидодекаэдр (pD) и тетраплекс или политетраэдр (pT) .
Норман Джонсон является сторонником имён n-ячейник или пентахорон, тессеракт или октахорон, гексадекахорон, икоситетрахорон, гекатоникосаэдр (или додекаконтахорон) и гексакосихорон.
Характеристика Эйлера для всех 4-мерных многогранников равна нулю. Имеется 4-мерный аналог формулы Эйлера для многогранников:
{\displaystyle N_{0}-N_{1}+N_{2}-N_{3}=0}
где Nk означает число k-граней в многограннике (вершина является 0-гранью, ребро является 1-гранью, и т.д.).

### Визуализация
Следующая таблица показывает некоторые 2-мерные проекции 4-мерных многогранников. Различные другие визуализации можно найти во внешних ссылках. Графы диаграмм Коксетера — Дынкина также даны ниже символа Шлефли.
| A4 = [3,3,3]                                             | BC4 = [4,3,3]                                | BC4 = [4,3,3]                                | F4 = [3,4,3]                                        | H4 = [5,3,3]                                                     | H4 = [5,3,3]                                                    |
| Пятиячейник                                              | 8-ячейник                                    | 16-ячейник                                   | 24-ячейник                                          | 120-ячейник                                                      | 600-ячейник                                                     |
| {3,3,3}                                                  | {4,3,3}                                      | {3,3,4}                                      | {3,4,3}                                             | {5,3,3}                                                          | {3,3,5}                                                         |
| node_1 · 3 · node · 3 · node · 3 · node                  | node_1 · 4 · node · 3 · node · 3 · node      | node_1 · 3 · node · 3 · node · 4 · node      | node_1 · 3 · node · 4 · node · 3 · node             | node_1 · 5 · node · 3 · node · 3 · node                          | node_1 · 3 · node · 3 · node · 5 · node                         |
| -------------------------------------------------------- | -------------------------------------------- | -------------------------------------------- | --------------------------------------------------- | ---------------------------------------------------------------- | --------------------------------------------------------------- |
| 3-мерные ортографические проекции                        |                                              |                                              |                                                     |                                                                  |                                                                 |
| тетраэдральная оболочка (центрировано по ячейке/вершине) | кубическая оболочка (центрировано по ячейке) | кубическая оболочка (центрировано по ячейке) | кубооктаэдральная оболочка (центрировано по ячейке) | Усечённый ромбический ромботриаконтаэдр (центрировано по ячейке) | пентакиикоси- додекаэдральная оболочка (центрировано по ячейке) |
| Каркасы диаграмм Шлегеля (Перспективная проекция)        |                                              |                                              |                                                     |                                                                  |                                                                 |
| центрировано по ячейке                                   | центрировано по ячейке                       | центрировано по ячейке                       | центрировано по ячейке                              | центрировано по ячейке                                           | центрировано по вершине                                         |
| Каркасы стереографических проекций (3-сфера)             |                                              |                                              |                                                     |                                                                  |                                                                 |
|                                                          |                                              |                                              |                                                     |                                                                  |                                                                 |

## Правильные звёздчатые 4-мерные многогранники (Шлефли–Гесса)

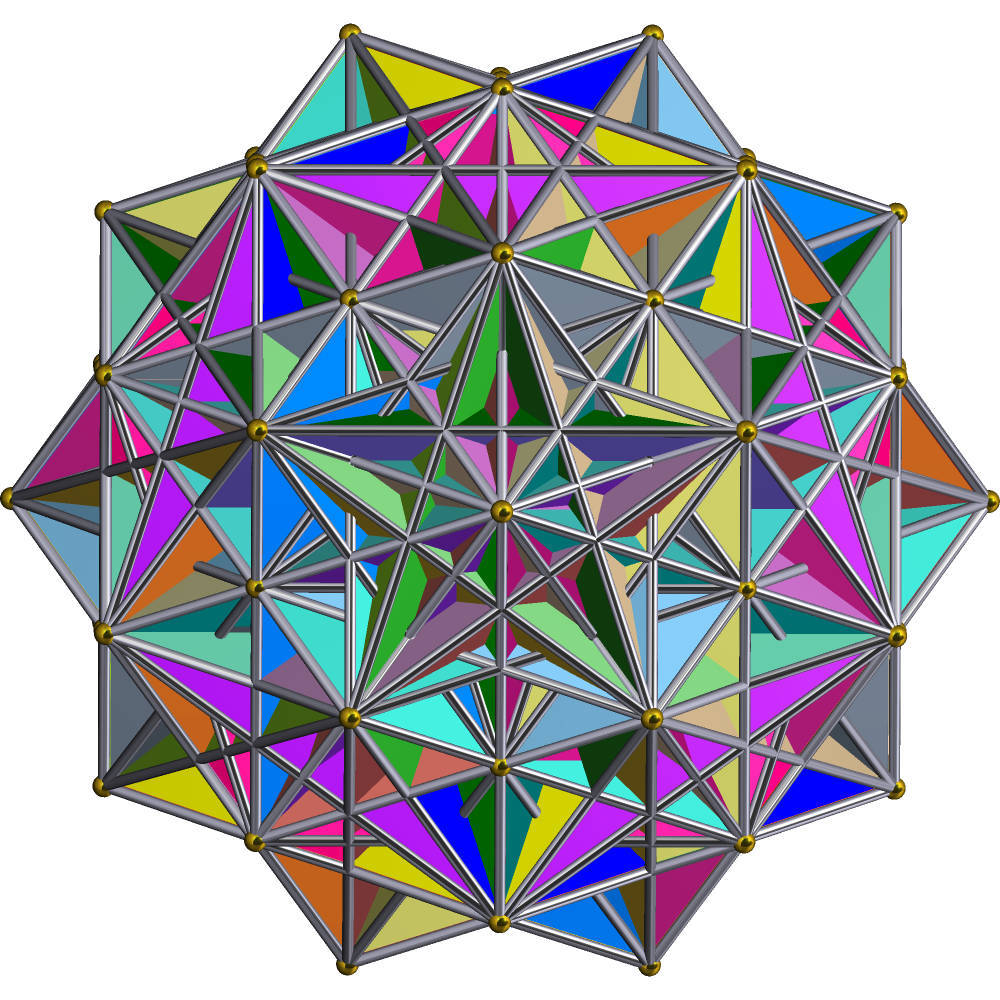
, один из десяти многогранников Шлефли–Гесса (ортографическая проекция).

Четырёхмерные многогранники Шлефли–Гесса — полный список десяти правильных самопересекающихся звёздчатых четырёхмерных многогранников . Многогранники названы по именам открывателей — Людвига Шлефли и Эдмунда Гесса. Каждый многогранник представлен символом Шлефли {p,q,r}, в котором одно из чисел — 5/2.  Многогранники аналогичны правильным невыпуклым многогранникам Кеплера — Пуансо.

### Имена

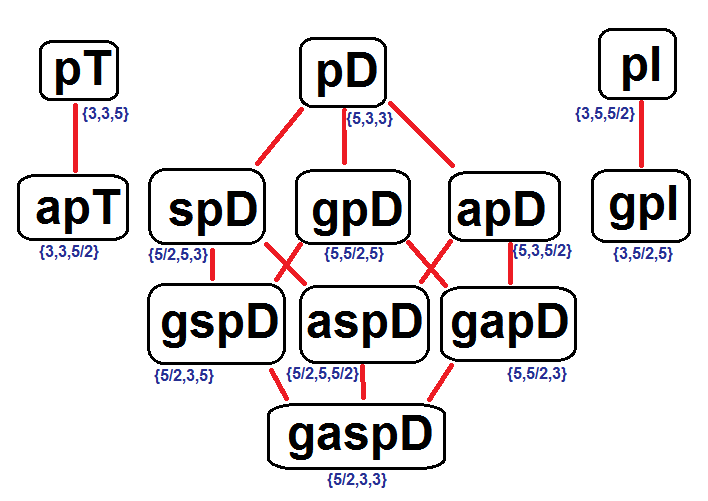
Иерархия сокращённых имён Коксетера

Имена, приведённые здесь, даны Джоном Конвеем и расширяют имена Кэли для многогранников Кеплера — Пуансо — к модификаторам stellated (звёздчатый) и great (большой) он добавил grand (великий).  Конвей определил следующие операции:
1. stellation (образование звёздчатой формы) заменяет рёбра на более длинные на тех же прямых. (Пример — пятиугольник преобразуется в пентаграмму)
2. greatening (увеличение) заменяет грани на грани большего размера на тех же плоскостях. (Пример — икосаэдр увеличивается в большой икосаэдр)
3. aggrandizement (возвеличивание)  заменяет ячейки большими в тех же 3-мерных пространствах. (Пример — 600-cell возвеличивается в великий 600-ячейник[англ.])

Имена по Конвею для 10 форм из 3 4-мерных многогранников с правильными ячейками —  pT=polytetrahedron (политетраэдр) {3,3,5} (тетраэдральный шестисотячейник), pI=polyicoshedron (полиикосаэдр) {3,5,5/2} (икосаэдральный стодвадцатиячейник) и pD=polydodecahedron (полидодекаэдр) {5,3,3} (додекаэдральный стодвадцатиячейник) с модифицирующими приставками g, a и s для great (большой), grand (великий) и stellated (звёздчатый). Конечная звёздчатая форма, great grand stellated polydodecahedron (большой великий звёздчатый полидодекаэдр), тогда получит обозначение gaspD.

### Симметрия
Все десять полихоров имеют [3,3,5] (H4) гексакосихорную симметрию. Они генерируются шестью связанными группами симметрии рационального порядка тетраэдров Гурса —  [3,5,5/2], [5,5/2,5], [5,3,5/2], [5/2,5,5/2], [5,5/2,3] и [3,3,5/2].
Каждая группа имеет 2 правильных звёздчатых многогранников, за исключением двух самодвойственных групп, содержащих по одному многограннику. Таким образом, имеется 4 двойственные пары и 2 самодвойственные формы среди десяти правильных звёздчатых многогранников.

### Свойства
Примечание:
- Существует два уникальных расположения вершин[англ.], встречающихся в стодвадцатиячейнике и шестисотъячейнике.
- Существует четыре уникальных расположения рёбер[англ.], которые показаны как каркасы ортографических проекций.
- Существует семь уникальных расположения граней[англ.], показанные как тела (с цветными гранями) ортографических проекций.

Ячейки (3-мерные многогранники), их грани (многоугольники), многоугольные рёберные фигуры и многогранная вершинные фигуры представлены их символами Шлефли.
| Название Аббревиатура Конвея                                                                  | Ортогональная проекция | Шлефли Коксетер | Ячейки {p, q} | Грани {p} | Рёбра {r} | Вершины {q, r} | Плот- ность | χ    |
| --------------------------------------------------------------------------------------------- | ---------------------- | --------------- | ------------- | --------- | --------- | -------------- | ----------- | ---- |
| Икосаэдральный стодвадцатиячейник полиикосаэдр (pI)                                           |                        | {3,5,5/2} ·     | 120 {3,5}     | 1200 {3}  | 720 {5/2} | 120 {5,5/2}    | 4           | 480  |
| Малый звёздчатый стодвадцатиячейник звёздчатый полидодекаэдр (spD)                            |                        | {5/2,5,3} ·     | 120 {5/2,5}   | 720 {5/2} | 1200 {3}  | 120 {5,3}      | 4           | −480 |
| Большой стодвадцатиячейник большой полидодекаэдр (gpD)                                        |                        | {5,5/2,5} ·     | 120 {5,5/2}   | 720 {5}   | 720 {5}   | 120 {5/2,5}    | 6           | 0    |
| Великий стодвадцатиячейник великий полидодекаэдр (apD)                                        |                        | {5,3,5/2} ·     | 120 {5,3}     | 720 {5}   | 720 {5/2} | 120 {3,5/2}    | 20          | 0    |
| Великий звёздчатый стодвадцатиячейник большой звёздчатый полидодекаэдр (gspD)                 |                        | {5/2,3,5} ·     | 120 {5/2,3}   | 720 {5/2} | 720 {5}   | 120 {3,5}      | 20          | 0    |
| Великий звёздчатый стодвадцатиячейник большой звёздчатый полидодекаэдр (aspD)                 |                        | {5/2,5,5/2} ·   | 120 {5/2,5}   | 720 {5/2} | 720 {5/2} | 120 {5,5/2}    | 66          | 0    |
| Большой великий стодвадцатиячейник большой великий полидодекаэдр (gapD)                       |                        | {5,5/2,3} ·     | 120 {5,5/2}   | 720 {5}   | 1200 {3}  | 120 {5/2,3}    | 76          | −480 |
| Большой икосаэдральный стодвадцатиячейник большой полиикосаэдр (gpI)                          |                        | {3,5/2,5} ·     | 120 {3,5/2}   | 1200 {3}  | 720 {5}   | 120 {5/2,5}    | 76          | 480  |
| Великий шестисотъячейник великий политетраэдр (apT)                                           |                        | {3,3,5/2} ·     | 600 {3,3}     | 1200 {3}  | 720 {5/2} | 120 {3,5/2}    | 191         | 0    |
| Большой великий звёздчатый стодвадцатиячейник большой великий звёздчаты полидодекаэдр (gaspD) |                        | {5/2,3,3} ·     | 120 {5/2,3}   | 720 {5/2} | 1200 {3}  | 600 {3,3}      | 191         | 0    |